# Stadtbahnstation Caledonia
Caledonia ist eine im Bau befindliche unterirdische Stadtbahnstation in Toronto. Sie entsteht als Teil der Eglinton-Linie, die zum Netz der Toronto Subway gehören wird. Die Station befindet sich im Stadtteil Fairbank unter der Eglinton Avenue West, zwischen der Barrie-Linie von GO Transit und dem Eingang zum Einkaufszentrum Westside Mall. Ihre Eröffnung ist für das Jahr 2023 geplant.

## Anlage
Die Station wird über einen barrierefreien Eingang verfügen, der zur Eglinton Avenue hin ausgerichtet ist und einen kleinen Vorplatz besitzt. Auf diesem wird es eine Wendeschleife mit zwei Bushaltestellen geben, von dem aus vier Linien der Toronto Transit Commission verkehren werden. Von dem durch Arup, DTAH und NORR Architects entworfenen Eingangspavillon gelangt man direkt zum Mittelbahnsteig. Der Bau einer Verteilerebene war bei dieser Station nicht notwendig, da sich die Anlage außerhalb des Straßenraums befindet und nicht so eine große Tiefe aufweist. Deshalb wird es möglich sein, dass natürliches Tageslicht auf den Bahnsteig scheint.
Im Rahmen eines Programms zur künstlerischen Gestaltung wichtiger Umsteigeknoten entlang der Eglinton-Linie wird an der Station Caledonia das Kunstwerk Ride of Your Life von Janice Kerbel zu sehen sein. Es besteht aus einer Reihe großformatiger Wandbilder, die von der Bahnsteigebene aus sichtbar sein werden. Das Kunstwerk zeigt Mosaiken von Beschilderungen mit verschiedenen Schriftarten und Größen. Sie nehmen Bezug auf die überspitzte Sprache von Jahrmarktplakaten, um ein Gefühl des Staunens zu wecken.
Vom Eingangspavillon wird eine Fußgängerbrücke zu einem geplanten Eisenbahn-Haltepunkt an der hier kreuzenden, von GO Transit betriebenen Vorortbahn nach Barrie führen. Der eingleisige Haltepunkt wird einen zweiten Eingang an der Bowie Avenue haben, zu einem späteren Zeitpunkt ist ein Ausbau auf zwei Gleise mit einem zusätzlichen Seitenbahnsteig vorgesehen.

## Geschichte
Nachdem im Juni 2013 die Tunnelbohrarbeiten an der Eglinton-Linie begonnen hatten, hätte die Station im September 2021 in Betrieb genommen werden sollen. Aufgrund verschiedener unvorhergesehener Probleme während der Arbeiten erklärte die staatliche Verkehrsplanungsgesellschaft Metrolinx im Februar 2020, dass sie erst im Verlauf des Jahres 2022 eröffnet werden wird.
Im Mai 2015 kündigte Metrolinx an, die künftige Station Caledonia zu einem Umsteigeknoten mit der Barrie-Linie von GO Transit auszubauen. Die Umweltverträglichkeitsprüfung war Anfang 2016 abgeschlossen, doch die Bauarbeiten begannen erst im Frühjahr 2021 und der GO-Haltepunkt wird voraussichtlich nicht vor dem zweiten Quartal 2023 in Betrieb gehen.